# Joel Matip
Job Joël André Matip (Bochum, Alemania, 8 de agosto de 1991) es un exfutbolista alemán que jugaba de defensa.

## Trayectoria

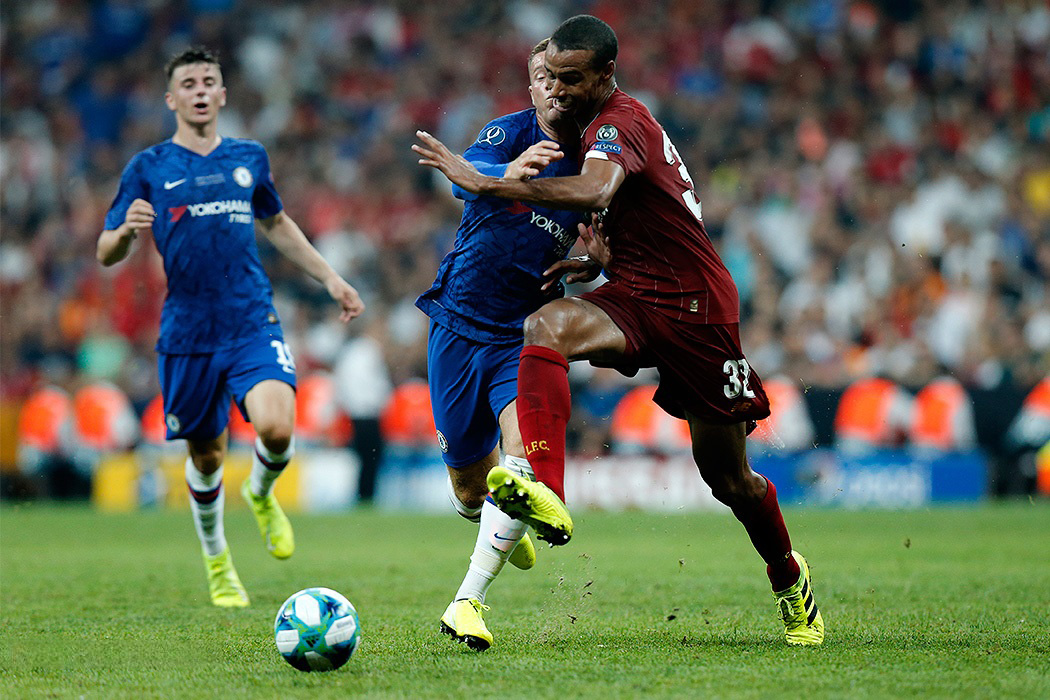
Joel Matip durante la Supercoppa UEFA 2019 (Liverpool vs. Chelsea)

Comenzó su carrera con el SC Weitmar 45 en 1994 a la edad de 3 años cuando fue descubierto por el VfL Bochum en 1997.
Después de varios años pasando por diferentes equipos juveniles del VfL Bochum, Matip fue descubierto por el Schalke 04 en julio de 2000.
Hizo su debut profesional el 7 de noviembre de 2009 en la 1. Bundesliga contra el Bayern Munich haciendo el gol del empate estrenándose como goleador con el Schalke 04 en la 1. Bundesliga.
El 2 de marzo de 2010, Matip firmó un contrato de tres años y medio con el Schalke 04

Anotó su primer gol en la Champions League el 5 de abril de 2011 en la ida de los cuartos de final contra el Inter de Milán con resultado final 2-5 a favor del Schalke 04.
El 15 de febrero de 2016, el Liverpool F. C. confirmó que llegó a un acuerdo por su incorporación para la temporada 2016-17 luego de que su contrato con el Schalke expirara. Estuvo ocho años en los que jugó más de 200 partidos, marcó once goles y ganó siete títulos. Tras su marcha del club estuvo un tiempo sin equipo antes de anunciar la retirada en octubre de 2024.

## Selección nacional
Fue convocado por primera vez con Camerún el 3 de marzo de 2010, entrando en las listas definitivas de 23 jugadores para los Mundiales de Sudáfrica 2010 y Brasil 2014.

### Participaciones en Copas del Mundo
| Copa del Mundo                 | Sede      | Resultado    | Partidos | Goles |
| ------------------------------ | --------- | ------------ | -------- | ----- |
| Copa Mundial de Fútbol de 2010 | Sudáfrica | Primera fase | 1        | 0     |
| Copa Mundial de Fútbol de 2014 | Brasil    | Primera fase | 2        | 1     |

## Estadísticas

### Clubes
Actualizado al último partido disputado en su carrera.
| Club                           | Div.          | Temporada     | Liga  | Liga  | Copas nacionales | Copas nacionales | Copas internacionales | Copas internacionales | Total | Total |
| Club                           | Div.          | Temporada     | Part. | Goles | Part.            | Goles            | Part.                 | Goles                 | Part. | Goles |
| ------------------------------ | ------------- | ------------- | ----- | ----- | ---------------- | ---------------- | --------------------- | --------------------- | ----- | ----- |
| F. C. Schalke 04 II · Alemania | 4.ª           | 2009-10       | 3     | 1     | —                | —                | —                     | —                     | 3     | 1     |
| F. C. Schalke 04 II · Alemania | 4.ª           | 2010-11       | 1     | 0     | —                | —                | —                     | —                     | 1     | 0     |
| F. C. Schalke 04 II · Alemania | Total club    | Total club    | 4     | 1     | 0                | 0                | 0                     | 0                     | 4     | 1     |
| FC Schalke 04 · Alemania       | 1.ª           | 2009-10       | 20    | 3     | 2                | 0                | —                     | —                     | 22    | 3     |
| FC Schalke 04 · Alemania       | 1.ª           | 2010-11       | 26    | 0     | 5                | 0                | 11                    | 1                     | 42    | 1     |
| FC Schalke 04 · Alemania       | 1.ª           | 2011-12       | 30    | 3     | 4                | 1                | 13                    | 1                     | 47    | 5     |
| FC Schalke 04 · Alemania       | 1.ª           | 2012-13       | 32    | 3     | 1                | 0                | 6                     | 0                     | 39    | 3     |
| FC Schalke 04 · Alemania       | 1.ª           | 2013-14       | 31    | 3     | 3                | 0                | 8                     | 1                     | 42    | 4     |
| FC Schalke 04 · Alemania       | 1.ª           | 2014-15       | 21    | 2     | 1                | 1                | 3                     | 0                     | 25    | 3     |
| FC Schalke 04 · Alemania       | 1.ª           | 2015-16       | 34    | 3     | 2                | 0                | 5                     | 1                     | 41    | 4     |
| FC Schalke 04 · Alemania       | Total club    | Total club    | 194   | 17    | 18               | 2                | 46                    | 4                     | 258   | 23    |
| Liverpool F. C. Inglaterra     | 1.ª           | 2016-17       | 29    | 1     | 3                | 0                | —                     | —                     | 32    | 1     |
| Liverpool F. C. Inglaterra     | 1.ª           | 2017-18       | 25    | 1     | 2                | 0                | 8                     | 0                     | 35    | 1     |
| Liverpool F. C. Inglaterra     | 1.ª           | 2018-19       | 22    | 1     | 1                | 0                | 8                     | 0                     | 31    | 1     |
| Liverpool F. C. Inglaterra     | 1.ª           | 2019-20       | 9     | 1     | 2                | 1                | 2                     | 0                     | 13    | 2     |
| Liverpool F. C. Inglaterra     | 1.ª           | 2020-21       | 10    | 1     | 0                | 0                | 2                     | 0                     | 12    | 1     |
| Liverpool F. C. Inglaterra     | 1.ª           | 2021-22       | 31    | 3     | 5                | 0                | 7                     | 0                     | 43    | 3     |
| Liverpool F. C. Inglaterra     | 1.ª           | 2022-23       | 14    | 1     | 3                | 0                | 4                     | 1                     | 21    | 2     |
| Liverpool F. C. Inglaterra     | 1.ª           | 2023-24       | 10    | 0     | 1                | 0                | 3                     | 0                     | 14    | 0     |
| Liverpool F. C. Inglaterra     | Total club    | Total club    | 150   | 9     | 17               | 1                | 34                    | 1                     | 201   | 11    |
| Total carrera                  | Total carrera | Total carrera | 348   | 27    | 35               | 3                | 80                    | 5                     | 463   | 35    |

## Palmarés

### Campeonatos nacionales
| Título                | Club             | País       | Año  |
| --------------------- | ---------------- | ---------- | ---- |
| Copa de Alemania      | F. C. Schalke 04 | Alemania   | 2011 |
| Supercopa de Alemania | F. C. Schalke 04 | Alemania   | 2011 |
| Premier League        | Liverpool F. C.  | Inglaterra | 2020 |
| Copa de la Liga       | Liverpool F. C.  | Inglaterra | 2022 |
| FA Cup                | Liverpool F. C.  | Inglaterra | 2022 |
| Community Shield      | Liverpool F. C.  | Inglaterra | 2022 |
| Copa de la Liga       | Liverpool F. C.  | Inglaterra | 2024 |

### Campeonatos internacionales
| Título                       | Club            | Sede     | Año  |
| ---------------------------- | --------------- | -------- | ---- |
| Liga de Campeones de la UEFA | Liverpool F. C. | Madrid   | 2019 |
| Supercopa de Europa          | Liverpool F. C. | Estambul | 2019 |
| Copa Mundial de Clubes       | Liverpool F. C. | Catar    | 2019 |